# Vladimír Mařík (vědec)
Vladimír Mařík (* 25. června 1952 Praha) je český vědec, zakladatel a vědecký ředitel Českého institutu informatiky, robotiky a kybernetiky (CIIRC) Českého vysokého učení technického v Praze.

## Život
Vladimír Mařík absolvoval ČVUT FEL v roce 1975. Habilitoval se v roce 1984, profesorem byl jmenován v roce 1990.
Působil jako vedoucí katedry kybernetiky ČVUT FEL od roku 1999, kdy tuto katedru založil, až do roku 2013. Katedra kybernetiky v roce 2000 získala (jako jedna ze tří v ČR) prestižní titul výzkumného Centra excelence EU, v roce 2006 prestižní ocenění European IST Prize Evropské komise.
Prof. Mařík byl iniciátorem založení Českého institutu informatiky, robotiky a kybernetiky (CIIRC) na ČVUT (2013) a jeho prvním ředitelem (2013–2017). Od roku 2017 je vědeckým ředitelem CIIRC.
Kromě toho byl prof. Mařík zakladatelem Rockwell Automation Research Center Praha, součásti Rockwell Automation Inc., Milwaukee, Wisconsin, a byl v roce 1992 jmenován výkonným ředitelem tohoto centra. V této funkci úspěšně působil až do roku 2009.
V roce 2010 převzal pozici předsedy představenstva společnosti CertiCon, a.s. Tato společnost zaměstnávající přes 350 výzkumníků a inženýrů vyvíjí náročná řešení pro životně kritické aplikace a je  zapojena do transferu technologií z univerzitního prostředí do průmyslu.
Hlavní odborné zájmy prof. Maříka zahrnují umělou inteligenci, multiagentní a znalostní systémy, softcomputing a aplikace plánování a rozvrhování výroby. V základním výzkumu přispěl v oblastech zpracování neurčitosti v expertních systémech, architektury a jazyků v multiagentních systémech a také využití ontologických znalostí v multiagentních řídicích systémech.
Je autorem nebo spoluautorem více než 160 časopiseckých a konferenčních článků, spoluautorem nebo editorem 20 knih (Springer Verlag, Kluwer Academic) a spoluautorem 5 amerických patentů.
V roce 2006 se stal spoluzakladatelem nadace ČVUT Media Lab založené na podporu výzkumu prováděného talentovanými studenty a mladými výzkumníky. Od samého počátku působí jako předseda správní rady této nadace.
V roce 2018 se stal jedním ze zakladatelů Institutu Equilibrium, z.ú., jako nezávislé organizace orientované na koncepce podpory rozvoje české společnosti.
Prof. Mařík působil jako člen rady Inženýrské akademie České republiky (2005–2010) a byl zvolen zahraničním členem ruské Russian Engineering Academy v roce (2009–2014). Je čestným členem Rakouské společnosti pro umělou inteligenci (od 2003).
V roce 2010 byl jmenován předsedou výzkumné rady Technologické agentury České republiky. V letech 2011–2015 byl a od roku 2018 je znovu členem Rady pro výzkum, vývoj a inovace, odborného a poradního orgánu vlády ČR, od roku 2021 jako místopředseda.
Za své vědecké úspěchy prof. Mařík získal v roce 1989 československou státní cenu, v roce 1997 Chairman Team Award společnosti Rockwell, v roce 2003 rakouský „čestný kříž pro vědu a umění“ (od prezidenta Rakouské republiky) a v roce 2010 prestižní ocenění „Česká hlava – Invence“. V roce 2012 obdržel cenu Outstanding Service Award od IEEE SMC Society, v roce 2016 pak od IEEE Industrial Informatics Society cenu „ABB Longlife Contribution to Factory Automation Award“. V roce 2017 obdržel státní vyznamenání „Za zásluhy“ z rukou prezidenta ČR.
V roce 2018 získal titul Manažer roku od České manažerské asociace. V roce 2013 obdržel čestný doktorát (dr.h.c.) na VUT Brno. V roce 2023 na NIMS University, Jaipur, India.
Podle Google Scholaru měl v roce 2022 h-index hodnotu 26 a jeho práce získaly přes 3300 citací.

## Členství a funkce
- Předseda představenstva CertiCon a.s. (2009-2025)[5]
- Ředitel Českého institutu informatiky, robotiky a kybernetiky ČVUT (2013–2017), vědecký ředitel tohoto institutu od 2017
- Profesor Českého vysokého učení technického od roku 1990
- Vedoucí katedry kybernetiky Fakulty elektrotechnické Českého vysokého učení technického (1999–2013)
- Zakladatel a výkonný ředitel Rockwell Automation Research Center Praha, součásti Rockwell Automation Inc., Milwaukee, Wisconsin (1992–2009)
- Předseda výzkumné rady Technologické agentury České republiky 2010–2018
- Člen Rady pro výzkum, vývoj a inovaceů; jako odborného a poradního orgánu vlády ČR (2011–2015 a znovu od 2018)
- Zvolen zahraničním členem Russian Engineering Academy (2009).